# Alexandre Guimarães
Alexandre Henrique Guimarães Borges (ur. 7 listopada 1959 w Maceió) – brazylijski piłkarz i trener piłkarski, naturalizowany w Kostaryce. Jako zawodnik grał we wszystkich czterech meczach reprezentacji Kostaryki w czasie jej premierowego startu na mistrzostwach świata w 1990 roku. Jako selekcjoner dwukrotnie prowadził ją w czasie kolejnych Mundiali, do których zdołała awansować – w 2002 i 2006 roku.
Jest ojcem Celso Borgesa.

## Kariera piłkarska
Grał na pozycji lewego obrońcy. Niemal całą piłkarską karierę spędził w klubie Deportivo Saprissa.
W reprezentacji Kostaryki rozegrał 16 meczów – uczestnik mistrzostw świata 1990 (druga runda).

## Kariera szkoleniowa
Dzięki zdobyciu dwu tytułów mistrza Kostaryki z Deportivo Saprissa został w 2000 roku mianowany selekcjonerem reprezentacji. Dwa lata później drużyna, po dwunastoletniej przerwie, zagrała w finałach mistrzostw świata. W Japonii i Korei wygrała tylko jeden mecz (2:0 z Chinami), jeden zremisowała (1:1 z Turcją) i jeden przegrała (2:5 z Brazylią). Ostatecznie zajęła przedostatnie miejsce w grupie; nie awansowała do drugiej rundy, tylko dlatego, że miała gorszy bilans bramkowy od Turków.
Po Mundialu Guimarães pracował w Meksyku. W 2005 roku ponownie został selekcjonerem reprezentacji i drugi raz z rzędu wprowadził ją do mistrzostw świata.